# Naviglio del Brenta

Canale e navigli tra Brenta e Bacchiglione

Il Naviglio del Brenta o Brenta Vecchia è un ramo minore (27,37 km) del fiume Brenta che parte da Stra e sfocia nella laguna Veneta presso Fusina (in comune di Venezia), attraversando i comuni di Fiesso d'Artico, Dolo e Mira. Tramite il canale Piovego, che collega il Brenta tra Stra e Padova, il naviglio rappresenta il collegamento fluviale fra la laguna di Venezia e Padova.

## Descrizione
Il naviglio è l'antico alveo naturale del fiume Brenta, prima che le imponenti modifiche idrauliche apportate dalla Repubblica di Venezia (che richiese più volte la consulenza ingegneristica di Leonardo Da Vinci) e poi sino al XX secolo deviassero il corso principale più a sud, allontanandolo dalla laguna veneta e portandolo a sfociare direttamente nel mare Adriatico. Tali opere idrauliche sono rappresentati dai tagli della Brenta Nuova e della Brenta Nuovissima, e si compongono di chiuse e ponti mobili che hanno reso navigabile il fiume.

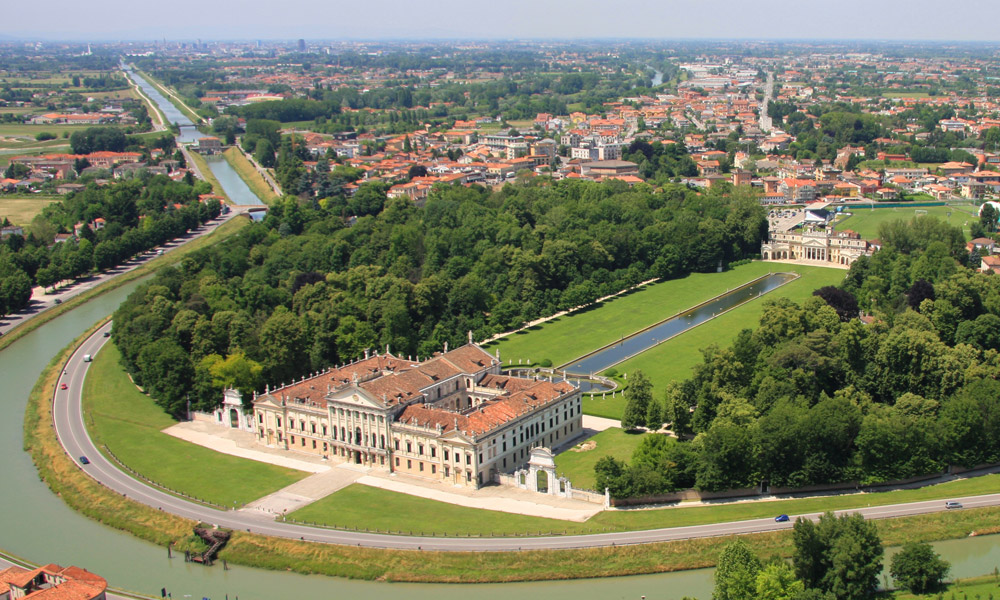
Museo nazionale di Villa Pisani a Stra

La zona abitata lungo il naviglio viene definita Riviera del Brenta; tra il XVI e il XVIII secolo vi sorsero infatti decine di ville venete, residenze estive della nobiltà veneziana. 
Il naviglio del Brenta fa parte del sistema di fiumi e canali che fin dai tempi antichi collegava le città venete fra di loro e con la laguna di Venezia. Su questi percorsi fluviali transitavano le merci dirette dall'entroterra alla Repubblica Serenissima di Venezia: materiali da costruzione come legno, marmo, pietre dai Colli Vicentini e la trachite dei Colli Euganei nonché granaglie e altri prodotti agricoli. Il trasporto avveniva con barconi detti bùrci trainati lungo le rive da cavalli.
Vi transitavano anche le barche destinate a trasportare la posta e i passeggeri, i cosiddetti "Burchielli", che erano delle lussuose imbarcazioni con un'ampia cabina e tre o quattro balconi, usate dai veneziani facoltosi per raggiungere le loro ville in campagna.

## Folclore
Nel 1574 il futuro re di Francia, Enrico III, navigò lungo le sue rive dopo aver incontrato il Doge a Venezia dal quale ottenne un prestito di 100 000 scudi senza interessi. Come a Venezia, anche qui l'accoglienza fu trionfale e da allora ogni anno un pittoresco corteo di imbarcazioni storiche veneziane ripercorre il Naviglio rievocando l'episodio.